# Mexigonus
Genre
Mexigonus est un genre d'araignées aranéomorphes de la famille des Salticidae.

## Distribution
Les espèces de ce genre se rencontrent au Mexique et aux États-Unis.

## Liste des espèces
Selon World Spider Catalog (version 21.0, 11/04/2020) :
- Mexigonus arizonensis (Banks, 1904)
- Mexigonus dentichelis (F. O. Pickard-Cambridge, 1901)
- Mexigonus minutus (F. O. Pickard-Cambridge, 1901)
- Mexigonus morosus (Peckham & Peckham, 1888)
- Mexigonus peninsulanus (Banks, 1898)

## Publication originale
- Edwards, 2003 : A review of the Nearctic jumping spiders (Araneae: Salticidae) of the subfamily Euophryinae north of Mexico. Insecta Mundi, vol. 16, p. 65-75 (texte intégral).